# Илья (Сантана)
Илья (порт. Ilha)  —  район (фрегезия) в Португалии,  входит в округ Мадейра. Расположен на острове Мадейра. Является составной частью муниципалитета  Сантана. Население составляет 358 человек на 2001 год. Занимает площадь 15,0 км².